# 잠실보

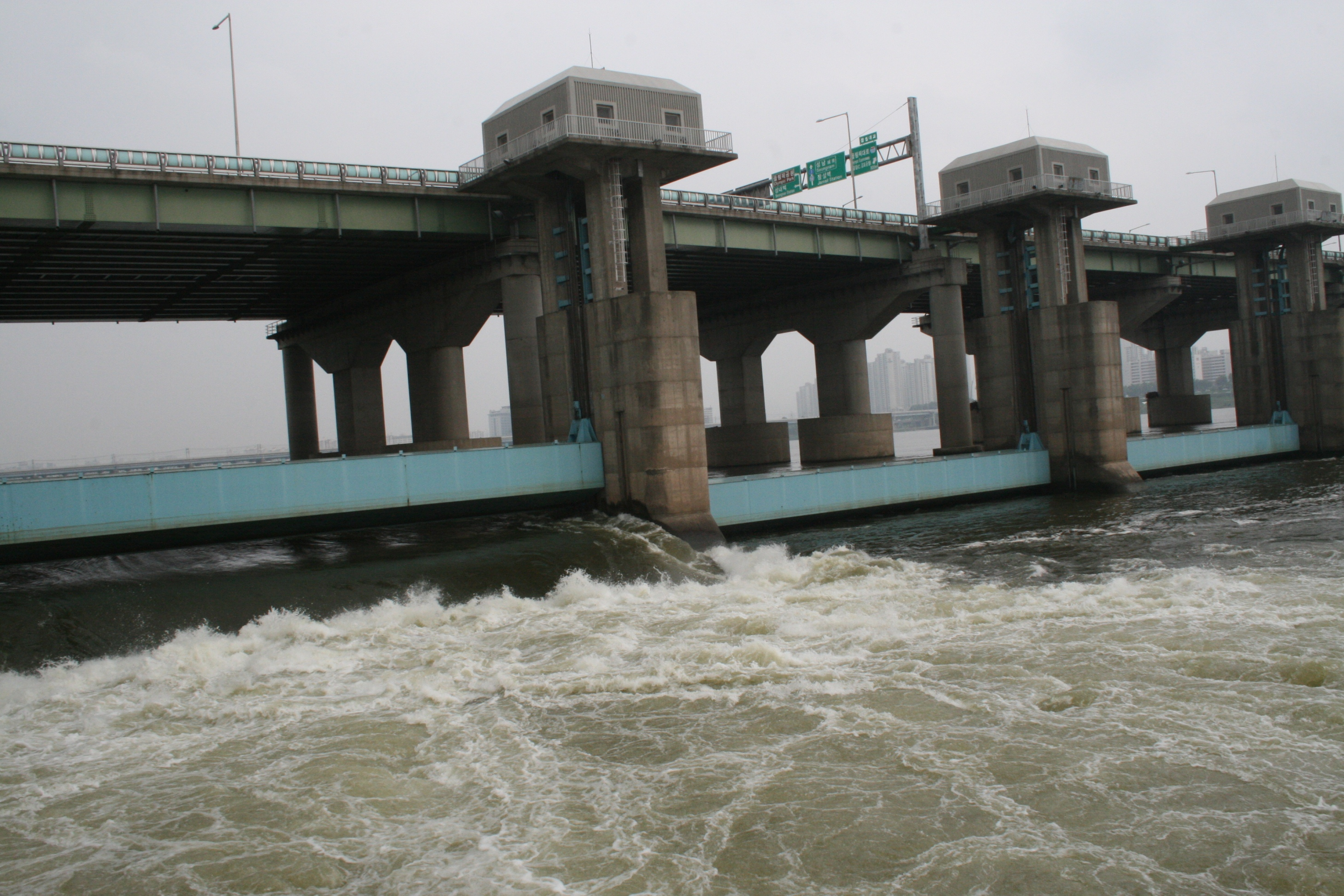
잠실보의 모습

잠실보는 한강의 수위 및 유량 조절, 퇴사 및 퇴적오염토 제거, 홍수예방을 위하여 잠실대교 하류 10m 지점에 설치된 총길이 873m의 수중보이다. 가동보와 고정보로 구성된 혼합보 형태로 1986년 10월에 설치되었다. 물고기의 소통을 위해 보 중앙에 어도가 있다. 그리고 최근에는 다리 남쪽에 작은 물고기를 위한 새 어도를 설치하였다. 잠실보에서 상류 방향은 상수원보호구역으로 지정되어 있다.